# Kropatschek M1886
Il Kropatschek M1886 è stato un fucile da battaglia, progettato nel 1886 da un ufficiale austro-ungarico per l'esercito portoghese.

## Sviluppo
Il fucile venne creato su richiesta dell'Exército Português da Alfred Ritter Von Kropatschek. Quest'ultimo aveva ricevuto una commessa per la creazione di un fucile che potesse sostituire il Guedes M1885 ritenuto non soddisfacente dalle autorità militari portoghesi.

## Tecnica
L'arma era dotata di un sistema ad otturatore girevole scorrevole con serbatoio tubolare con la capienza per otto colpi abbinato ad un cut-off che permetteva la ricarica di un colpo singolo attraverso la disconnessione del serbatoio. Per le esigenze dei militari portoghesi, il fucile venne realizzato per sfruttare cartucce calibro 8 × 60 R caricate a polvere nera e dotati di palla blindata ogivale che equipaggiavano il precedente Geudes. Per la stessa ragione, venne inglobato un innesto compatibile con la sciabola-baionetta Mod.1885. Era dotato di una sicura a banderuola a due posizioni. Fu realizzato nelle versioni fucile lungo, moschetto e carabina.

## Impiego operativo
L'esercito portoghese si dotò di 49 000 fucili, 4 800 carabine per la Tesoreria Reale e 4 000 moschetti. Rimpiazzati solo parzialmente dai Mauser-Vergueiro, vennero impiegati fino agli anni sessanta sia in Portogallo che nelle sue colonie. In particolare furono utilizzati nella prima guerra mondiale in Angola e Mozambico contro le truppe di Lettow-Vorbeck. Nella difesa dei confini portoghesi, durante la guerra in Spagna. Nella seconda guerra mondiale contro le truppe dell'impero nipponico che avevano invaso Timor Est e nel 1961 in India durante gli scontri con l'esercito indiano che stava occupando i territori ancora in mano al Portogallo.